# St Ive

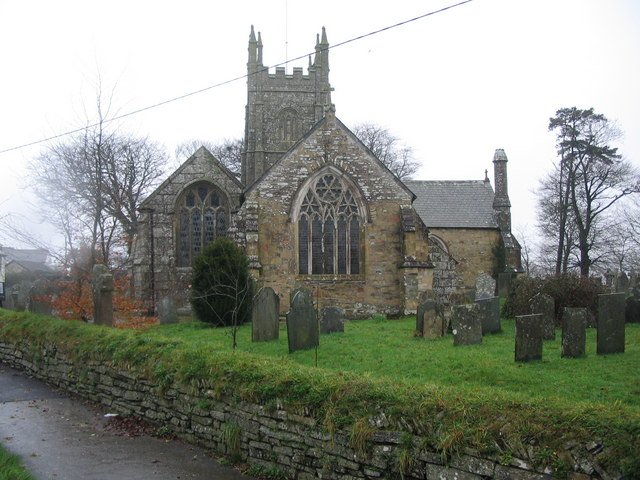
Die dem heiligen Ivo gewidmete und um 1338 errichtete Gemeindekirche

St Ive ist eine Gemeinde im ehemaligen District Caradon der Grafschaft Cornwall in England mit 2121 Einwohnern (Stand 2001). Die Gemeinde grenzt im Nordwesten an das zum Bodmin-Moor gehörende St Cleer, im Norden an Linkinhorne, im Osten an den Fluss Lynher, südlich an Quethiock und südwestlich an Menheniot. St Ive liegt an der A390 zwischen Callington und Liskeard, die weitgehend der im Mittelalter genutzten Route folgt, die von Tavistock südlich am Bodmin-Moor vorbei nach Cornwall hineinführte.
Die Gemeinde ist wahrscheinlich nach dem Heiligen Ivo benannt, dessen Gebeine 1001 in St Ives in Cambridgeshire entdeckt wurden. Sie sollte nicht verwechselt werden mit der ebenfalls in Cornwall gelegenen Stadt St Ives, die nach der Heiligen Ia benannt ist.

## Geschichte
Mehrere auf dem heutigen Gemeindegebiet liegende Güter wurden 1086 im Domesday Book erwähnt. Dazu gehören Appledore und Bicton, die zu der Zeit zum Besitz Roberts von Mortain zählten, dem 1076 durch Wilhelm I. die Verwaltung Cornwalls und eine größere Zahl von Ländereien überlassen wurde. Trebeigh und Penharget gehörten der Benediktinerabtei von Tavistock. Als im Jahr 1072 mit Leofric der letzte Bischof Cornwalls aus vor-normannischen Zeiten verstarb und ihm mit Osbern FitzOsbern nur eine relativ schwache Figur folgte, gab dies Robert von Mortain den Spielraum, sich mehrere den Benediktinern in Tavistock gehörende Güter gegen deren Willen anzueignen, darunter auch Trebeigh. Nach seinem Tod fielen die Güter an seinen Sohn William, der jedoch 1104 in Ungnade fiel und alles an die Krone verlor. Noch vor 1199 gelangte Trebeigh in den Besitz der englischen Zunge des Malteserordens, die dort eine Kommende einrichtete. Zu Trebeigh gehörten die Gemeindekirchen von St Ive, Madron und St Cleer mitsamt den zugehörigen Besitzungen.

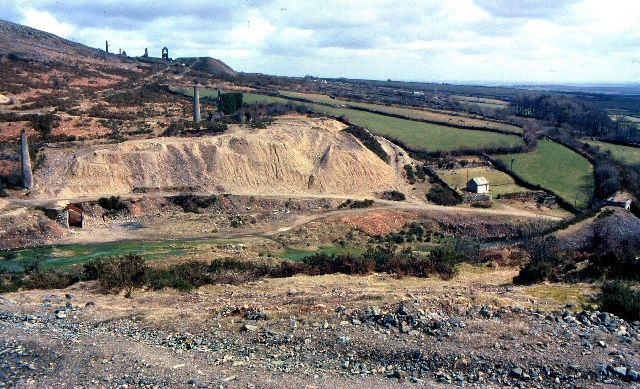
Die 1836 gegründete South Caradon Mine führte zu einem erheblichen Zuwachs der Bevölkerung durch zuziehende Minenarbeiter.

Im Mai 1540 wurde die englische Zunge des Malteserordens aufgehoben und Trebeigh fiel mitsamt den zugehörigen Besitzungen an die englische Krone. St Ive behielt seinen ländlichen Charakter mit dünner Besiedlung bis in das 19. Jahrhundert hinein. Dies änderte sich jedoch durch den 1836 beginnenden Kupferbergbau der South Caradon Mine, die in der Nähe der Grenze zwischen den Gemeinden St Cleer und St Ive liegt. Mit einem Abbau von 650.000 Tonnen Kupfer innerhalb der ersten drei Jahrzehnte war die Mine außerordentlich erfolgreich und die größte innerhalb der Region. Die zahlreichen Minenarbeiter fanden eine weithin unbesiedelte Moorlandschaft vor, in der in rascher Folge neue Siedlungen gegründet wurden, darunter auch Pensilva, ein Ortsteil von St Ive. Nach dem Fall der Kupferpreise rentierte sich der Abbau nicht mehr, so dass die Mine 1890 geschlossen wurde und die Bevölkerungszahlen wieder zurückgingen. Die ehemalige Mine gehört zur Bergbaulandschaft von Cornwall und West Devon, die 2006 in die Liste der UNESCO-Welterbestätten aufgenommen wurde.

## Söhne und Töchter der Gemeinde

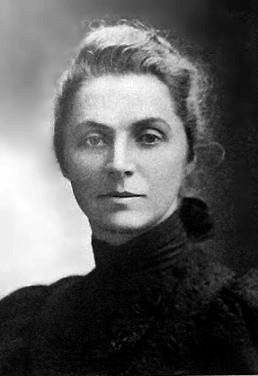
Emily Hobhouse (1860–1926)

Die Geschwister Emily und Leonard aus der Familie des Reginald Hobhouse, anglikanischer Archidiakon von Bodmin und Rektor der Gemeinde St Ive, wurden recht bekannt: Emily Hobhouse (1860–1926) war eine politische Aktivistin, die sich insbesondere für die Rechte der Internierten der Konzentrationslager im Burenkrieg einsetzte. Leonard Trelawny Hobhouse (1864–1929), der jüngste der sieben Geschwister, war ein liberaler Politiker und einer der Theoretiker des modernen Liberalismus.